# شبكة السياسات الفلسطينية
شبكة السياسات الفلسطينية هي مؤسسة فكرية فلسطينية مستقلة وعابرة للحدود الوطنية، أنشئت في نيسان/أبريل 2010، وكانت أول خلية تفكير فلسطينية تتمثل مهمتها في رفع مستوى الوعي وتعزيز الحوار العام حول الحقوق الفلسطينية ضمن إطار القانون الدولي و‌حقوق الإنسان و‌حق تقرير المصير. توفر الشبكة منبرًا لوجهات النظر الفلسطينية المتنوعة مع التمسك بمبادئ الحرية والعدالة والمساواة.
تجمع المؤسسة شبكة عالمية متعددة التخصصات من المحللين الفلسطينيين في جميع أماكن تواجدهم لإنتاج تحليلات سياسية نقدية وتصور جماعي لنموذج جديد لصنع السياسات لفلسطين والفلسطينيين في جميع أنحاء العالم. في بحث أجرته جامعة بنسيلفانيا، حازت الشبكة على المرتبة 33 ضمن فئة «أفضل خلية تفكير» شملت 6826 مؤسسة بحثية حول العالم.
أعضاء وناشطون وكتاب مساهمون في الشبكة:
- سماح سبعاوي
- ليلى الحداد
- نورا عريقات
- نادية حجاب
- ديانا بطو
- ماري نزال البطاينة
- مجد كيال
- زها حسن
- رفقة أبو رميلة
- رباب عبد الهادي
- نديم روحانا
- معين رباني
- علي أبو نعمة
- روزماري صايغ
- خليل نخلة[4][5][6]